# Georges Lautner
Georges Lautner, född 24 januari 1924 i Nice, död 22 november 2013, var en fransk filmregissör och manusförfattare. Han är mest känd för komedier men har även gjort avtryck inom andra genrer.

## Liv och gärning
Georges Lautner växte upp i Nice som son till skådespelerskan Renée Saint-Cyr. Efter juridikstudier började han arbeta med film och långfilmsdebuterade som regissör 1958. I början av 1960-talet inledde han ett långvarigt samarbete med manusförfattaren Michel Audiard, vars rappa dialoger kom att känneteckna flera av hans filmer. Lautners tidiga karriär fokuserade på komedier men från 1970-talets mitt kom han att arbeta mer inom andra genrer, särskilt spänningsfilm. Till hans kändaste filmer hör Tuffa killar med revolver från 1963 och Le Professionnel från 1981.

## Filmregi i urval
- Svarta monokeln (1961)
- Spionens öga (1962)
- Le septième juré (1962)
- Klädsel: vardagsdräkt med revolver (1963)
- Des pissenlits par la racine (1964)
- Monokeln - agent i Hongkong (1964)
- 5 skäggiga agenter (1964)
- Het lek (1965)
- Les bons vivants (1966)
- Bli inte förbannad... du blir bara arg (1966)
- Fleur d'oseille (1967)
- Diamanter från Beirut (1967)
- Le Pacha (1968)
- På vägen till Salina (1970)
- Det var en gång en snut... (1971)
- Quelques messieurs trop tranquilles (1972)
- Åh, vilken jäkla koffert (1973)
- Les seins de glace (1974)
- Killen är kall - annars inga problem (1975)
- Intet nytt under kjolen (1976)
- Flic ou Voyou (1979)
- Le Professionnel (1981)
- En karl för mycket (1983)
- La Cage aux Folles 3 - bröllopet (1985)
- Mord i ett hus (1987)